# 科馬里夫卡 (杜布諾區)
50°13′36″N 25°39′34″E / 50.22667°N 25.65944°E
科馬里夫卡（烏克蘭語：Комарівка），是烏克蘭的村落，位於該國西北部羅夫諾州，由杜布諾區負責管轄，處於伊克瓦河畔，面積0.76平方公里，海拔高度217米，2001年人口289。